# Brauerei Gold Ochsen
Vous pouvez aider à l'améliorer ou bien discuter des problèmes sur sa page de discussion.
- Il ne cite pas suffisamment ses sources. Vous pouvez indiquer les passages à sourcer avec {{référence nécessaire}} ou {{Référence souhaitée}}, et inclure les références utiles en les liant aux notes de bas de page. (Marqué depuis avril 2021)
- Il contient une ou plusieurs listes. Le texte gagnerait à être rédigé sous la forme d’un ou plusieurs paragraphes synthétiques, afin d’être plus agréable à lire. (Marqué depuis avril 2021)

- Archive Wikiwix
- Bing
- Cairn
- DuckDuckGo
- E. Universalis
- Gallica
- Google
- G. Books
- G. News
- G. Scholar
- Persée
- Qwant
- (zh) Baidu
- (ru) Yandex
- (wd) trouver des œuvres sur Wikidata

Brauerei Gold Ochsen est une brasserie à Ulm.

## Histoire

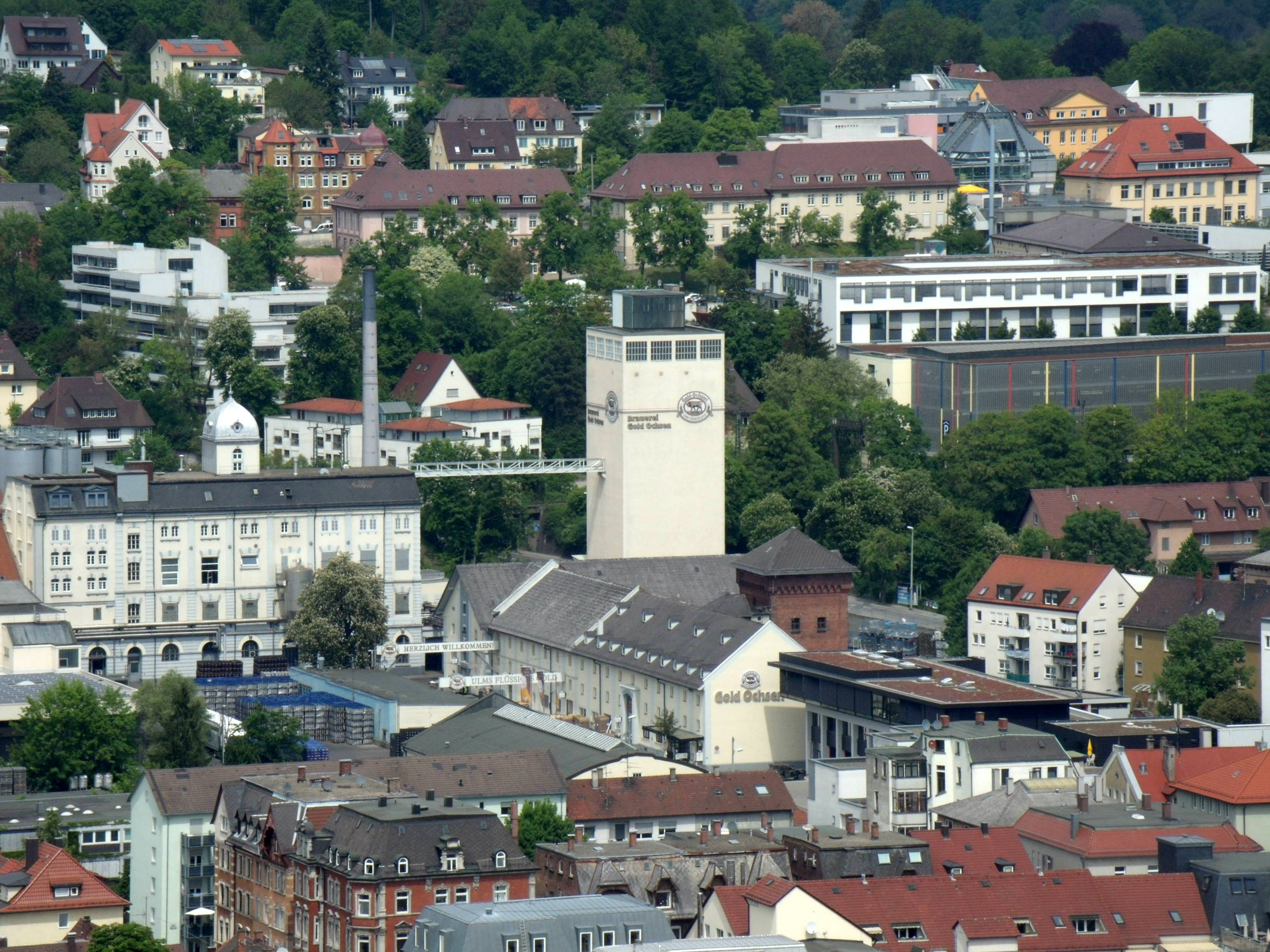
Vue sur la brasserie

Le nom Gold Ochsen est connu à Ulm en 1499. En 1597, l'aubergiste Gabriel Mayer fonde dans Herdbruckerstraße, dans le quartier de la vieille ville, près du Danube une auberge et une brasserie Zum Goldenen Ochsen.
En 1867, Philipp Wieland vend l'affaire à la famille Leibinger. Elle crée une nouvelle brasserie au nord de la ville. Elle est fortement endommagée par la Seconde Guerre mondiale.
Après la guerre, la brasserie acquiert des concessions de produits de PepsiCo et propose des boissons sans alcool. À cet effet, une société de vente distincte, Ulmer Getränke Vertrieb GmbH, est fondée en 1960. Elle est la plus importante société de distribution de boissons de la région Donau-Iller.
La brasserie possède depuis 2012 deux usines d'embouteillage d'une capacité de jusqu'à 40 000 bouteilles par heure.
En 2016, la brasserie sous-traite pour Libella et pour Mineralbrunnen Überkingen-Teinach les marques Afri-Cola et Bluna. En 2020, une nouvelle ligne de mise en boîte d'une capacité d'environ 10.000 boîtes par heure a été mise en service.

## Production
- Production: 600 000 hectolitres, dont 240 000 pour la bière.

- Original
- Pils
- Special
- Kellerbier Naturtrüb
- Kellerbier Dunkel
- Jubiläums Kellerpils
- Hefeweizen Hell
- Hefeweizen Dunkel
- Hefeweizen Leicht
- Kristallweizen
- Kellerweizen Urtyp
- Original Alkoholfrei
- Hefeweizen Alkoholfrei